# ایل گرایلی
گرایلی یا گرای یا گرا یا قرا نام طایفه ای ترک تبار در شمال و شمال شرق ایران است. گرایلی یا گرایلو یعنی وابسته به گرای. به عبارت دیگر یعنی کسانی که گرایی هستند و از طایفه و خاندان گرای می باشند. 

## تاریخ
گرایلی های ایران در نواحی خراسان، گلستان و مازندران مستقر هستند، اما وطن اصلی آنها آسیای میانه است.
طوایف گرایلی ساکن ایران احتمالا بعد از حمله چنگیزخان یعنی با هلاکوخان به خاک ایران آمده‌اند.
طوایف متعدد این ایل در پهنه خراسان قدیم مستقر بوده و چون ایل گرایلی صحرانشین و دامدار بودند در یک منطقه خاص ساکن نشده و پیوسته در حال جابه‌جایی بودند. 
آنها پس از ورود به ایران ابتدا در مناطق بجنورد، جاجرم، دشت جوین، قوچان، درگز، کلات و بام وصفی آباد در شمال خراسان سکونت داشتند.
این ایل تا حوالی سال ۱۲۰۰ قمری در ترکستان و خراسان به سر می‌برد تا این‌که از سوی حاکمان آن نواحی متفرق شدند و گروهی از آنها به گرگان ودر منطقه کالپوش در استان سمنان  آمدند (مینودشت و رامیان) و گروهی در شمال خراسان بخصوص در جاجرم سکنی گزیدند .
عمده ساکنین قدیمی شهر بجنورد عموما از ترک های گرایلی هستند.
گرایلی‌ های مازندران را آقامحمدخان قاجار از نواحی کالپوش مهاجرت داده و در اندرود، میاندرود و قراطغان (حوالی بهشهر کنونی) اسکان داد و آنها مانند طوایف اصانلو ترک نژاد هستند. آقامحمدخان قاجار در چند منطقه از جمله در گرایلی‌محله اشرف (بهشهر امروز) آنها را اسکان داد.
حدود ۳ هزار خانوار از ایل گرایلی در بالاتجن قائمشهر (روستا های ملک خیل، شیخ کلی، طارسی کلا، میکلا، افرا) و نکا مستقر هستند.
رؤسای این ایل در نکا، «نظرخان» و «اسدالله خان» بودند. همچنین برخی از طوایف ایل گرایلی در منطقه قزلی از دهکده‌های شمال ساری توسط آقامحمدخان قاجار ساکن شدند.
امروزه خاندان‌های متعدد این ایل بدون ارتباط طایفه‌ای و ایلی در بجنورد، جاجرم،  اسفراین، سبزوار، قوچان، نیشابور، شاهرود، سمنان، مینودشت، رامیان و آزادشهر، در روستاهای ساری، گرگان، بهشهر، و نکا و بخش مهمی از آنها در جاده نظامی قائمشهر سکونت دارند.
اجداد این ایل که در گذشته صحرانشین و دامدار بودند، به علت مهاجرت بخش عمده‌ای از آنها در اوایل دوران قاجار به نواحی خراسان شمالی، گلستان امروزی و شاهرود و دسته‌ای دیگر به مازندران (از بهشهر و نکا تا ساری و قائمشهر) کوچیدند.
نسل امروزی این قوم در مازندران کاملاً هویت و فرهنگ و زبان و آداب و رسوم مازندرانی را جذب کرده‌اند و حالت طایفه ای و قومی آنها به مرور از بین رفته است. این از آثار پدیده مهاجرت در گذر تاریخ روی اقوام و طوایف با منشأ نژادی متفاوت است.
گرایلی‌ها امروز جمعیت بزرگی را تشکیل می‌دهند. اجداد آنها مردمی زحمتکش و بزرگ‌منش بودند. بسیاری از نسل امروزی این قوم نیز تحصیلات عالیه دارند.

## وجه تسمیه
احتمال دارد گرایلی ها همان قرااِولی ها باشند. قرااِولی یکی از قبایل 24 گانه اغوز بود که در پس از حمله مغول ها با هلاکوخان به ایران آمدند.
معنای قرااِولی چادر سیاه میباشد.

## مقام گرایلی
مقام گرایلی یک موسیقی است که در اسفراین به زارنجی، در قوچان به گرایلی و در ترکمن صحرا به کج فلک مشهور است و در بین ترک ها، کردها و ترکمن‌های شمال خراسان با اندک تفاوتی نواخته می‌شود.
عنوان این آهنگ منسوب به ترک‌های گرایلی است که در آستانهٔ یورش مغولان به مناطقی از قوچان کوچیده بودند. به احتمال زیاد زمینه‌های پیدایی این آهنگ با سنت‌های اجتماعی ترکان گرایلی ساکن در قوچان در پیوند است. خوانده شدن کلام این مقام به زبان ترکی نیز می‌تواند تا اندازه‌ای موید این فرضیه باشد.